# Christian Schøller (stænderdeputeret)
 Der er flere personer med dette navn, se Christian Schøller.
Christian Schøller (10. august 1791 i Aalborg – 30. december 1858 i Odense) var en dansk godsejer, officer og politiker, bror til Georg Schøller og far til C.E.A. Schøller.
Han var søn af kaptajn, karakteriseret major, senere oberst i landeværnet, kammerjunker Caspar Schøller (21. juni 1756 – 29. marts 1808) og Mette Henriette Münster (16. juli 1773 – 19. november 1855). Da fædrenehjemmet tidlig blev opløst, blev Schøller og en yngre broder adopterede af den barnløse farbroder, generalmajor Gustav Grüner Schøller til Margård på Fyn. Han døde i 1810, og godset blev bestyret af enken i nogle år. I 1821 overtog Christian Schøller Margård efter sin tante.
Indtil da havde Schøller haft en militær karriere. Han blev kadet 1803, fik officersanciennitet 1806, kornet i Fynske Regiment lette Dragoner 1807 efter under Københavns bombardement at have forrettet tjeneste ved Studenterkorpset. Schøller blev 1808 sekondløjtnant og allerede 1809 sekondløjtnant, deltog med sit regiment i træfningen ved Sehested 1813, blev kammerjunker 1814 og ritmester samme år. Han fik majors anciennitet 1831, blev major og eskadronchef 1839 og Ridder af Dannebrog 1840. 1842 fik han afsked som oberstløjtnant.
Schøller var stænderdeputeret 1842 og 1846 og blev 1846 kammerherre og 1858 dekoreret med St. Helena Medaillen. 
Han blev gift i Altona i svigerfaderens hus 4. juli 1832 med Emma Juliane Reimers (21. august 1812 i Altona - 18. marts 1889 på Margård), datter af skibsmægler Hans Reimers og dennes anden hustru Anna født Busch.
Han er begravet på Søndersø Kirkegård.